# Olendry (województwo wielkopolskie)
Olendry – osada w Polsce, położona w województwie wielkopolskim, w powiecie kępińskim, w gminie Kępno.
W latach 1975–1998 miejscowość położona była w województwie kaliskim.
Przed 2023 r. miejscowość była częścią wsi Krążkowy. W 2023 r. posiadała status wsi, a od 2024 r. jest osadą.